# Sjino
Sjino (georgiska: შინო) är ett berg i Georgien. Det ligger i den nordöstra delen av landet, i regionen Mtscheta-Mtianeti. Toppen på Sjino är 4 047 meter över havet. Närmaste större samhälle är Stepantsminda, 6 km väster om Sjino.